# Palais Erzherzog Anton

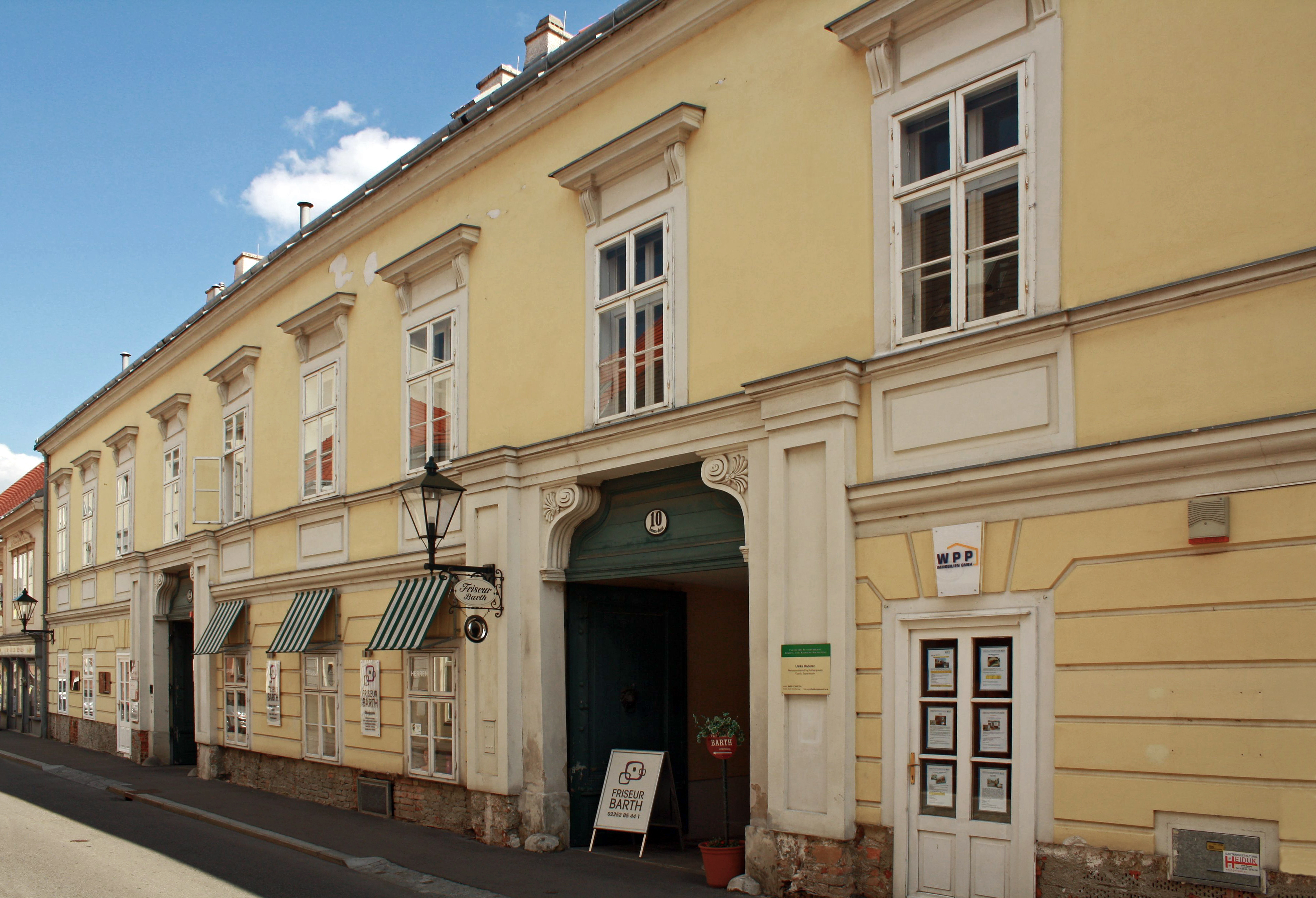
Palais Erzherzog Anton

Das Palais Erzherzog Anton ist ein Palais und Wohnhaus in der Antonsgasse 10–12 in der Gemeinde Baden im gleichnamigen Bezirk in Niederösterreich.

## Geschichte
Im Jahr 1810 erwarb Erzherzog Anton (1779–1835) die Liegenschaft ON 12 von Philipp von We(t)zlar. Im selben Jahr schuf sich Joseph Graf von Thörheim (eher: Thürheim) an der Rückseite des Hauses eine eigene Wohnstätte, die vom Haus Neustiftgasse 29 abgetrennt worden war. Nach dem Stadtbrand am 26. Juli 1812 war vom Haus des Erzherzogs nichts übrig als unzusammenhängende Mauern. Noch 1812 kaufte Erzherzog Anton auch das gleichfalls abgebrannte angrenzende Haus ON 10, 1815 den Besitz des Grafen Thörheim.
Zum Zeitpunkt des Erwerbs von Antonsgasse 10 waren die Bauarbeiten an der Villa ON 12 schon zu weit gediehen, um den neuen Baugrund noch organisch einzubeziehen. Vermutlich beim Grundaushub für das Fundament des rückwärtigen Trakts wurde 1815 ein römischer Sarkophag geborgen. Der Bestattete dürfte Arzt gewesen sein, denn als Grabbeigaben fanden sich 14 aus Bronze, Eisen und Bein gefertigte chirurgische Instrumente, die an einem Bronzering hingen. Dieser Fund veranlasste Ferdinand Hebra zu seiner Inaugural-Dissertation, einer geschichtlichen Darstellung der Trepanation des Schädels. Nur in den Gassentrakt mit den beiden majestätischen Haustoren konnte noch architektonische Symmetrie gebracht werden. Im Inneren dagegen standen bereits die Stallgebäude, sodass zwei parallele Höfe, ein breiter und ein schmaler, zum eigentlichen Palais führen. Auch dieses war bereits fertig, und obwohl es das Gleichgewicht des Baus mit seinem eleganten Seitengiebel störte, wurde es einfach um die Breite des neu dazugekommenen Grundstücks nach rechts verlängert. Dafür fand sich zwischen den beiden Bauteilen Platz für ein monumentales Stiegenhaus. Eine verbreitete Badener Tradition besagt, dass das Stiegengeländer aus Gewehrläufen von der Schlacht bei Aspern (1809) zusammengesetzt sei – immerhin war Erzherzog Anton der Bruder von Erzherzog Carl (1771–1847), dem Sieger von Aspern.

## Architektur und Ausstattung
Das 1816 bezogene Palais wird bisweilen Josef Kornhäusel (1782–1860) zugeschrieben. Johann Kräftner benennt als Planer/Ausführenden einen unbekannten Baumeister. Der zweigeschoßige zehnachsige Straßentrakt mit gebändertem Erdgeschoß besitzt ein kräftiges Kordongesims und zwei pilasterflankierte Portale, deren gerader Sturz in den Zwickeln von Voluten gestützt wird und bis zum Sohlbankgesims des Obergeschoßes reicht. Die geraden Bekrönungen der Fenster ruhen auf hohen Konsolen. Hofseitig an den Straßentrakt im rechten Winkel anschließend drei Flügelbauten, zwei lang gestreckte gassenartige Höfe ausbildend, die sich gegen einen dritten Hof von der Breite des Grundstückes öffnen und auf den Gartentrakt zuführen. Die Fassaden des östlichen Längshofes sind gegliedert durch Pilaster sowie Blendbögen mit eingeschriebenen Rechteckfeldern, die von Rundbogenfenstern bzw. -türen durchbrochen sind. Der zweigeschoßige Gartentrakt ist gekennzeichnet von hochrechteckigen Fenstern und einem Kordon- und Sohlbankgesims. Der dreiachsige übergiebelte Mittelrisalit in der Achse des östlichen Längshofes birgt Rundbogentüren bzw. -fenster.